# Harry Delbert Thiers
Harry Delbert Thiers (Fort McKavett, Texas, 22 de janeiro de 1919 – Ohio, 8 de agosto de 2000) foi um micologista norte-americano que estudou e descreveu muitas espécies de fungos da América do Norte, particularmente da Califórnia. Thiers ensinou micologia na Universidade Estadual de São Francisco. Ele foi responsável por uma expansão e revisão compreensiva da coleção norte-americana de Boletos e nomeou muitas espécies novas.
O gênero Chaetothiersia e a espécie Cortinarius thiersii receberam suas classificações em sua homenagem.